# 黎奉曉
黎奉晓是越南李朝的一位将军。历仕李太祖、李太宗、李圣宗三朝。
黎奉晓是清化人。根据越南民间的传说，他生而魁伟异常，饮食是常人的十倍之多。十二三岁的时候，身长即有七尺。占城侵略清化一带，掳掠甚众，邻里仓皇失措。黎奉晓让父母大量做饭，饱吃了一顿，而后手持短刀，伐木为兵，直冲敌阵，将邻邑被俘虏的数千人夺回。李太祖得知后对其进行赏赐，他推辞不受，仅请求赐予田地自行耕作。他拒绝加入军队，居住在乡间，等到朝廷需要用兵之时他便自告奋勇担任先锋。
1028年，李太祖驾崩。三位皇子东征王、翊圣王、武德王计划发动叛乱，各率家兵入禁城，埋伏于庆福门内，准备将皇太子李佛玛（即后来的李太宗）暗杀。但李佛玛却从祥符门入宫，幸运地躲过劫难。李佛玛得知三王叛乱的消息后，令黎奉晓前去征讨。黎奉晓击杀武德王，俘虏东征王和翊圣王，成功将叛乱平定，因而被太宗李佛玛列为功臣。后担任先锋出击占城，大破之，受封威远将军，但仍退隐在家乡种田为生。77岁时在家中寿终正寝。死后，李朝君主将其附祀于李八帝庙中。
黎奉晓被后世的越南人尊为福神之一。在《粤甸幽灵集》里，黎奉晓被称为“都统匡国王”。